# 藤村美樹
藤村 美樹（ふじむら みき、1956年〈昭和31年〉1月15日 - ）は、日本の元歌手である。本名：尾身 美樹（おみ みき）、旧姓：藤村。元キャンディーズのメンバー。愛称は、ミキ。

## 略歴
東京都世田谷区生まれ、福島県福島市育ち。血液型はO型。聖ドミニコ学園に小学校から高等学校まで在学して卒業。
4人兄弟の末っ子。父は声楽家で元:岡山大学教育学部教授、藤村晃一。母はピアノの先生。カトリックの家に生まれる。幼少の頃に洗礼を受け、「マリア・ローザ」のクリスチャン・ネームを持つ。
音楽に関する特別な教育は受けていなかったが、自然と理論と歌唱の素養を身につけていった。声質はハスキーボイスである。公称身長156cm、体重40kgとスレンダーな体形である（1978年2月時点）。踊りは、しっかりした体重移動によるキレを特徴とする。以下、時系列で概説する。
1969年の夏に奥多摩のキャンプ場で偶然伊藤蘭、田中好子の二人と出会う（ただしこの出会いについては諸説あり）。3人とも歌が好きということで意気が投合、その後も交流が続いた。
その後伊藤と田中の二人は渡辺プロダクション傘下の東京音楽学院に入るが、藤村は両親に芸能界入りを反対されていた。しかし最終的には両親が熱意に負け、二人に1年遅れて1970年に学院に入り、スクールメイツに選抜される。
1972年（昭和47年）NHKの歌番組『歌謡グランドショー』のマスコットガールのオーディションに伊藤蘭、田中好子とともに合格。この3人組は「キャンディーズ」と命名され、マスコットガール兼アシスタント（椅子・マイク運び・代理音合わせ）として活動。1972年の第23回NHK紅白歌合戦では橋幸夫（子連れ狼）のバックコーラスを務めている。
1973年（昭和48年）9月1日、キャンディーズとして「あなたに夢中」で歌手デビュー（ニックネームはミキちゃん）。デビュー当初藤村の立ち位置は、向かって右（向かって左から伊藤、田中、藤村）だった。1975年（昭和50年）2月に初ヒットとなった、「年下の男の子」から向かって左（向かって左から藤村、伊藤、田中）に移動し、それ以降の藤村は「向かって左」の位置がほぼ定着していた。
キャンディーズの音楽面のリーダーを自負していた。このため歌うのが難しいパートを担当することが多く、コーラスパートは主にアルトを担当していた。しかし低音のみならず、地声でかなりの高音を出せる。これは例えば、「コットン・フィールズ」（アルバム『なみだの季節』収録）で聴くことができる。藤村のアルトパートの音量は、シングルレコードでは他の二人に比べて小さめに録音されていることが多いため、慣れないと聞き取りにくい。逆に最も明瞭に録音されているのが「ハートのエースが出てこない」である。コーラスパートは前述のようにアルトであるが、曲によっては主旋律の上を歌うこともある。それは「危い土曜日」「春一番」「哀愁のシンフォニー」「やさしい悪魔」である。
A面に関しては長らくメインボーカルをとることはなかったが、解散直前に伊藤と田中の要望により、藤村がメインボーカルの「わな」が発表され、歌唱披露時は藤村がセンターを務めていた（向かって左から田中、藤村、伊藤）。さらに事実上のラストシングルとなった「微笑がえし」でも、1番のサビ前部分、「わな」という歌詞から始まる12小節は、従来左位置の藤村が伊藤と入れ替わり、センターの位置で歌唱していた（向かって左から伊藤、藤村、田中）。
1977年（昭和52年）以降は、歌手としてだけではなく、作詞・作曲（共作含む）も行う。作品に「素敵な魔法使い」「さよならの朝」「買い物ブギ」「エプロン姉さん〜マキちゃんに捧げる唄〜」「猫と兄貴」「おとうさん あなたへ」「FOR FREEDOM」「IT'S VAIN TRY TO LOVE YOU AGAIN」「あこがれ」「STOP!」「SEXY」がある。また藤村美樹名義で「二人のラブトレイン」を作詞している。なお、作曲数11曲はキャンディーズオリジナル曲提供作曲数としては39曲の穂口雄右に続いて、森田公一とともに第2位タイである。
1978年（昭和53年）4月のキャンディーズ解散後は芸能活動を休止していたが、5年後の1983年（昭和58年）に一時的に復帰。BOURBONレーベル（徳間音工）から、シングル「夢・恋・人。」、LPレコードをリリースした。期間限定でソロの歌手活動をするが、間もなくして実業家だった尾身善一との結婚を機に芸能界を引退し、2人の間には3人の子供（長女の劇団青年座所属尾身美詞ら）がいる。
2011年4月24日、田中好子の通夜へ参列の為、28年振りに公の場へ姿を現す。翌日の告別式で、伊藤蘭とともに弔辞を読んだ。

## エピソード
- キャンディーズ時代にメンバー内で最も早く作詞作品をレコード収録されるなど、関係者の間では音楽センスを高く評価されていた。
- 胸が小さい事を「エグレ」と揶揄されていた。しかし逆手にとってそれを売りにしており、ラジオ（ラジオたんぱ） で結成された『日本エグレの会』の会長となる（副会長は大橋照子）。
- スティーヴィー・ワンダーの大ファンで、アルバムでも曲をカバーしていた。
- キャンディーズの交流は解散後も継続されており、伊藤蘭の夫である水谷豊が『うたばん』（TBSテレビ）に出演時に、「キャンディーズの3人が家（水谷邸）に集まって長い時間談笑していた」と語った。

## ディスコグラフィー

### シングル
| #                             | 発売日                        | タイトル                      | B面                           | 規格                          | 規格品番                      | オリコン最高位                |
| 徳間音楽工業 / Bourbon Record | 徳間音楽工業 / Bourbon Record | 徳間音楽工業 / Bourbon Record | 徳間音楽工業 / Bourbon Record | 徳間音楽工業 / Bourbon Record | 徳間音楽工業 / Bourbon Record | 徳間音楽工業 / Bourbon Record |
| ----------------------------- | ----------------------------- | ----------------------------- | ----------------------------- | ----------------------------- | ----------------------------- | ----------------------------- |
| 1st                           | 1983年2月1日                  | 夢・恋・人。                  | 春 mon amour                  | EP                            | BMA-2032                      | 13位                          |

### アルバム
| #                           | 発売日                      | タイトル                    | 規格                        | 規格品番                    |                             |
| 徳間音楽工業 / JAPAN RECORD | 徳間音楽工業 / JAPAN RECORD | 徳間音楽工業 / JAPAN RECORD | 徳間音楽工業 / JAPAN RECORD | 徳間音楽工業 / JAPAN RECORD | 徳間音楽工業 / JAPAN RECORD |
| --------------------------- | --------------------------- | --------------------------- | --------------------------- | --------------------------- | --------------------------- |
| 1st                         | 1983年3月25日               | 夢恋人                      | LP                          | JAL-33                      |                             |
| 1st                         | 1983年3月25日               | 夢恋人                      | CT                          | 28J-26                      |                             |

### タイアップ
| 曲名         | タイアップ                                                               | 収録作品                 |
| ------------ | ------------------------------------------------------------------------ | ------------------------ |
| 夢・恋・人。 | カネボウ化粧品 '83 春のプロモーション『夢・恋・人。AVA』イメージ・ソング | シングル「夢・恋・人。」 |

## テレビ出演
- ザ・ベストテン（TBSテレビ・1983年、「今週のスポット・ライト」コーナーに出演）
- ザ・トップテン（日本テレビ・1983年、第10位にランクインで登場）
- YOU（NHK教育テレビ・1983年4月9日、出演回の番組メインテーマ「ラブレターの秘かな楽しみ」）

## 声優
- 『ダロス』（DALLOS）世界初のOVA（オリジナルビデオアニメ）（1983年12月14日発売）-　エルナ 役

## 藤村美樹を演じた女優
- 長谷川瑠美（ザ・ヒットパレード〜芸能界を変えた男・渡辺晋物語〜・2006年）